# Подвійний динаміт (фільм, 1951)
«Подвійний динаміт» (англ. Double Dynamite) — американський комедійний мюзикл режисера Ірвінга Каммінгса 1951 року.

## Сюжет
Банківський касир Джонні Дальтон занадто бідний, щоб одружитися зі своєю коханою Мібс. Зовсім випадково він рятує від побоїв підпільного букмекера і отримує щедру винагороду. І треба ж такому статися, що саме в цей день у банку виявляється велика недостача! Приятель Джонні, ексцентричний офіціант Еміль, всіма способами намагається допомогти Джонні виплутатися з делікатної ситуації.

## У ролях
- Джейн Расселл — Мілдред «Мібс» Гудгі
- Граучо Маркс — Еміль дж. Кек
- Френк Сінатра — Джонні Далтон
- Дон МакГуайр — Р. Б. «Боб» Пульсіфер-молодший
- Говард Фрімен — Р. Б. Пульсіфер-старший
- Нестор Пайва — «Гарячий Кінь» Гарріс, букмекер
- Френк Орт — містер Кофер
- Гаррі Гейден — Дж. Л. МакКіссак
- Вільям Едмундс — містер Багануккі